# Akermes xylosma
Akermes xylosma (лат.) — вид полужесткокрылых насекомых-кокцид рода Akermes из семейства ложнощитовки (Coccidae).

## Распространение
Южная Америка: Аргентина.

## Описание
Питаются соками таких растений, как Salicaceae: Xylosma.
Вид был впервые описан в 1999 году аргентинским энтомологом М. Гранара де Виллинком (Granara de Willink, M. C.) и назван по имени растения (Xylosma) на котором обнаружен.
Таксон Akermes xylosma включён в состав рода Akermes Cockerell, 1902 (триба Myzolecaniini) вместе с видами Akermes bruneri, Akermes colombiensis, Akermes cordiae, Akermes levis, Akermes monilis, Akermes montanus, и другими.